# ایستگاه متروی بسیج (شیراز)
ایستگاه متروی بسیج ششمین ایستگاه خط ۲ متروی شیراز است. این ایستگاه در ابتدای بلوار امیرکبیر و در نزدیکی میدان بسیج (فلکه فرودگاه) طراحی شده‌است. این ایستگاه در دو طبقه ساخته و ۱۹ بهمن ۱۴۰۱ افتتاح شد.

## مسیرهای ایستگاه
- بلوار عدالت
- بلوار امیرکبیر
- خیابان سیاحتگر

## محله‌های ایستگاه
- سپاه شمالی
- درکی شیراز
- فخرآباد شیراز
- اصلاح نژاد شیراز
- آبیاری شیراز